# Notophthiracarus maurus
Notophthiracarus maurus är en kvalsterart som beskrevs av Wojciech Niedbała 2000. Notophthiracarus maurus ingår i släktet Notophthiracarus och familjen Phthiracaridae. Inga underarter finns listade i Catalogue of Life.